# 東京商工リサーチ
株式会社東京商工リサーチ（とうきょうしょうこうリサーチ、英: TOKYO SHOKO RESEARCH, LTD. 略称: TSR）は、東京都千代田区に本社を置く国内第2位の信用調査会社である。

## 概要
1892年に、「商工社」として創業（業界最古）。1933年5月に、「株式会社東京商工興信所」を設立して法人化。1974年に、商号を現在の「株式会社東京商工リサーチ」に変更している。
帝国データバンクにつぐ国内第2位の信用調査会社であり、日本全国に82（支社8、支店74）の事業所を構える。

## D&Bとの提携
1994年に世界最大手の信用調査会社ダンアンドブラッドストリート（D&B）と提携。これにより、国内与信・海外与信情報（世界200カ国超・2億件以上の企業データベース）を一手に提供できる体制となった。
2007年にはジョイントベンチャー「ダンアンドブラッドストリートTSR株式会社」を設立。
2012年同社が保有する国内屈指の企業データベースとD&Bが持つグローバルネットワークを背景とした2億件超の世界最大の企業データベースをワンストップで効率的に提供するため、ダンアンドブラッドストリートTSR株式会社の事業をすべて承継、日本におけるD&B製品サービスの唯一のプロバイダーとなる（現在、日本国内でこの体制を採っているのは、同社だけである）。
また、D&Bとの提携に伴い、1996年より、世界的に普及している企業コードの一つであるDUNSナンバーの日本国内における発行管理業務も行っている。

## 事業内容
国内・海外企業の信用調査を主体に、収集した企業情報を基にしたデータベース事業、情報事業（倒産集計・セミナーなど）、出版事業を行っている。
日本国内のデータベースは、現在日本最大級の400万社以上を有しており、インターネットから企業情報（未上場含む）が取得できるtsr-van2や企業の詳しい企業情報が記載されているTSRレポートなどが一般に知られている。
これら同社の収集した企業情報は、日経テレコンをはじめとするディストリビューターなどにも利用されている。

## 倒産集計・発表業務
毎月中頃、マスメディアを通じて前月倒産件数（4月は前年度倒産件数も）が発表されるが、これは同社と帝国データバンクがマスコミ各社に行ったプレスリリースを基にしている。帝国データバンクは、手形を使用しない商習慣の拡大や、個人情報保護法の施行などの理由により情報収集が困難になったとして、2005年に倒産集計の基準から「銀行取引停止処分」を削除した。
同社は独自の情報網を通じての取材活動によれば、「銀行取引停止処分」の集計も可能として、これを維持した。このため、従来の統計との整合性を持つ倒産件数は、同社発表によるもののみである。